# Thandiwe Newton
Thandiwe Adjewa Newton, in passato accreditata come Thandie Newton (Londra, 6 novembre 1972), è un'attrice britannica.
È apparsa in numerosi film inglesi e americani, tra cui con il ruolo di Linda ne La ricerca della felicità (2006), Nyah Nordoff-Hall in Mission: Impossible 2 (2000) e Christine in Crash - Contatto fisico (2004), per il quale ha vinto numerosi premi, tra cui il BAFTA alla migliore attrice non protagonista e uno Screen Actors Guild Award. Dal 2016 interpreta Maeve Millay nell'acclamata serie televisiva Westworld - Dove tutto è concesso, che le vale un Premio Emmy e un Critics' Choice Television Award, oltre a una seconda candidatura agli Screen Actors Guild Award e una ai Golden Globe come miglior attrice non protagonista.

## Biografia
Di padre inglese e madre zimbabwese di etnia shona, inizia sin da giovanissima a studiare danza per diventare ballerina, ma un incidente non le permette di perseguire il suo sogno. Si laurea in antropologia presso il Downing College, a Cambridge. Si dedica alla recitazione e debutta accanto a Nicole Kidman in Flirting (1991); successivamente appare nel film Intervista col vampiro (1994) di Neil Jordan, tratto dal best seller di Anne Rice. Nel 1998 viene scelta da Bernardo Bertolucci per il suo film L'assedio. Viene notata da Hollywood e lavora accanto a Tom Cruise in Mission: Impossible 2 (2000), in The Chronicles of Riddick (2004) e in The Truth About Charlie (2002) di Jonathan Demme.
Prende parte all'undicesima stagione della serie televisiva E.R. - Medici in prima linea, come compagna e poi moglie di John Carter. Recita anche in Crash - Contatto fisico (2004), film vincitore di tre premi Oscar, e ne La ricerca della felicità (2006) di Gabriele Muccino. Inoltre è nel cast di 2012, pellicola catastrofica e fantascientifica del 2009. Nel 2010 esce il thriller soprannaturale Vanishing on 7th Street, diretto da Brad Anderson, con Hayden Christensen e John Leguizamo. Nel 2013 è la protagonista della serie TV Rogue.

## Filmografia

### Cinema

#### Attrice
- Flirting, regia di John Duigan (1991)
- Young Americans, regia di Danny Cannon (1993)
- Loaded, regia di Anna Campion (1994)
- Intervista col vampiro (Interview with the Vampire), regia di Neil Jordan (1994)
- Jefferson in Paris, regia di James Ivory (1995)
- Il viaggio di August (The Journey of August King), regia di John Duigan (1995)
- The Leading Man, regia di John Duigan (1996)
- Gridlock'd - Istinti criminali, regia di Vondie Curtis-Hall (1997)
- Beloved, regia di Jonathan Demme (1998)
- L'assedio, regia di Bernardo Bertolucci (1998)
- Mission: Impossible 2, regia di John Woo (2000)
- It Was an Accident, regia di Metin Hüseyin (2000)
- The Truth About Charlie, regia di Jonathan Demme (2002)
- Shade - Carta vincente (Shade), regia di Damian Nieman (2003)
- The Chronicles of Riddick, regia di David Twohy (2004)
- Crash - Contatto fisico (Crash), regia di Paul Haggis (2004)
- The Interrogation of Leo and Lisa, regia di Hamish Jenkinson (2006) - cortometraggio
- La ricerca della felicità (The Pursuit of Happyness), regia di Gabriele Muccino (2006)
- Norbit, regia di Brian Robbins (2007)
- Run Fatboy Run, regia di David Schwimmer (2007)
- Star System - Se non ci sei non esisti (How to Lose Friends & Alienate People), regia di Robert B. Weide (2008) - cameo
- RocknRolla, regia di Guy Ritchie (2008)
- W., regia di Oliver Stone (2008)
- 2012, regia di Roland Emmerich (2009)
- Huge, regia di Ben Miller (2010)
- Vanishing on 7th Street, regia di Brad Anderson (2010)
- For Colored Girls, regia di Tyler Perry (2010)
- Retreat - Nessuna via di fuga (Retreat), (2011)
- The Prophet, regia di Gary Tarn (2011) - documentario, voce narrante
- Good Deeds, regia di Tyler Perry (2012)
- Half of a Yellow Sun, regia di Biyi Bandele (2013)
- Truffatori in erba (Gringo), regia di Nash Edgerton (2018)
- Solo: A Star Wars Story, regia di Ron Howard (2018)
- La mia vita con John F. Donovan (The Death and Life of John F. Donovan), regia di Xavier Dolan (2018)
- Frammenti dal passato - Reminiscence (Reminiscence), regia di Lisa Joy (2021)
- La cena delle spie (All the Old Knives), regia di Janus Metz (2022)

### Televisione
- Pirate Prince – film TV, regia di Alan Horrox (1991)
- In Your Dreams – film TV, regia di Simon Cellan Jones (1997)
- E.R. - Medici in prima linea (ER) – serie TV, 14 episodi (2003-2009)
- Rogue – serie TV, 24 episodi (2013-2015)
- The Slap – miniserie TV, 8 puntate (2015)
- Westworld - Dove tutto è concesso (Westworld) – serie TV, 31 episodi (2016-2022)
- Line of Duty – serie TV, 6 episodi (2017)
- RuPaul's Drag Race – reality show, episodio 12x02 (2020)
- Mercoledì (Wednesday) - serie TV, 3 episodi (2025)

#### Doppiatrice
- Mufasa - Il re leone (Mufasa: The Lion King), regia di Barry Jenkins (2024)

## Riconoscimenti
- Emmy Award
  - 2018 – Miglior attrice non protagonista in una serie drammatica per Westworld - Dove tutto è concesso
- Golden Globe
  - 2017 – Candidatura – Miglior attrice non protagonista in una serie per Westworld – Dove tutto è concesso
- Premio BAFTA
  - 2006 – Miglior attrice non protagonista per Crash - Contatto fisico
- Screen Actors Guild Award
  - 2017 – Candidatura – Miglior attrice in una serie drammatica per Westworld – Dove tutto è concesso
  - 2006 – Miglior cast per Crash – Contatto fisico
- Critics' Choice Award
  - 2017 – Miglior attrice non protagonista in una serie drammatica per Westworld – Dove tutto è concesso
  - 2005 – Miglior cast per Crash – Contatto fisico
- Empire Awards
  - 2001 – Candidatura Miglior attrice britannica per Mission: Impossible 2
- Razzie Awards
  - 2000 – Candidatura Peggior attrice non protagonista per Mission: Impossible 2
- Blockbuster Entertainment Awards
  - 2001 – Candidatura Miglior attrice esordiente per Mission: Impossible 2
- Image Award
  - 2001 – Candidatura Miglior attrice non protagonista in un film d'azione per Mission: Impossible 2

## Doppiatrici italiane
Nelle versioni in italiano delle opere in cui ha recitato, Thandiwe Newton è stata doppiata da:
- Eleonora De Angelis in Mission: Impossible 2, The Truth About Charlie, Shade - Carta vincente, 2012, The Slap, La cena delle spie, Mercoledì
- Claudia Catani in Crash - Contatto fisico, La mia vita con John F. Donovan
- Daniela Calò in Solo: A Star Wars Story, Frammenti del passato - Reminiscence
- Francesca Guadagno in L'assedio, Norbit
- Alessandra Grado in W.
- Alessia Amendola in Run Fatboy Run
- Cristiana Lionello in Young Americans
- Gabriella Borri in Jefferson in Paris
- Georgia Lepore in RocknRolla
- Ilaria Stagni in Beloved
- Laura Lenghi in Gridlock'd - Istinti criminali
- Maddalena Vadacca in Truffatori in erba
- Roberta Pellini in The Chronicles of Riddick
- Rossella Acerbo in Westworld - Dove tutto è concesso
- Sabrina Duranti in Vanishing on 7th Street
- Sabrina Impacciatore ne La ricerca della felicità
- Silvia Tognoloni in Intervista col vampiro

Da doppiatrice è sostituita da:
- Eleonora Reti in Galline in fuga - L'alba dei nugget
- Daniela Calò in Mufasa - Il re leone